# Sampradája
Sampradája (v dévanágarí सम्प्रदाय, sampradāya) je sanskrtské slovo, které se dá přeložit jako „tradice“ nebo „náboženský systém“. Tradice se přenáší prostřednictvím systému paramparā, což je systém učednické posloupnosti duchovních mistrů.
Sampradája je systém, který přenáší tradice, závěry a postoje ze starší generace sampradáji na novou prostřednictvím parampary - systému jednotlivých linií guruů. Formálním obřadem - přijetím zasvěcení (díkša) do parampary od žijícího gurua - se člověk stane řádným členem sampradáji. Za člena sampradáji se ale považuje také ten, kdo sice není obřadně zasvěcen, ale kdo v sampradáji přijal pokyny (šíkšá) a následuje je. Nikdo se však nemůže stát členem sampradáji automaticky svým zrozením nebo kastou.
Poznání, které je takto předáváno učednickou posloupností musí být předáno v nezměněné podobě. Poznání musí být v souladu s pokyny gurua, všech předchozích áčárjů (mistrů) v posloupnosti a v neposlední řadě v souladu s šástrou - se svatým písmem. (sádhu-šástra-guru)
V systému parampary musí být pokyny, které žák přijímá, také podložené zjevenými védskými písmy. Žádný člen učednické posloupnosti si nemůže vytvářet svoje vlastní způsoby chování.

## Čtyři autorizované sampradáji
Existuje několik sampradájí podle různých tradic. Avšak védy říkají, že v Kali-juze existují jen čtyři pravé sampradáji:
- Brahma-sampradája pocházející od Brahmy
- Kumára-sampradája pocházející od čtyř Kumárů
- Šrí-sampradája od bohyně štěstí
- Rudra-sampradája od Pána Šivy

V autoritativním písmu, ve Šrí Padma Puráně, je to potvrzeno:
sampradāya vihīnā ye mantrās te niṣphalā matāḥ
ataḥ kalau bhaviṣyanti catvāraḥ sampradāyinaḥ
śrī-brahma-rudra-sanakā vaiṣṇavā kṣiti-pāvanā
catvāras te kalau bhavya hy utkale puruṣottamāt
rāmānujaṁ śrīḥ svī-cakre madhvācārya caturmukhaḥ
śrī-viṣṇu-svāminaṁ rudro nimbādityaṁ catuḥsanaḥ
„Ten, kdo není zasvěcený pravým duchovním mistrem v pravé a autentické učednické posloupnosti, mantra, kterou obdržel je zbytečná. Z tohoto důvodu Nejvyšší Pán vyjevil čtyři autorizované vaišnavské učednické posloupnosti založené Pánem Brahmou, Lakšmídéví (bohyně štěstí), Pánem Šivou a čtyřmi Kumáry. Poselství těchto čtyř sampradájí se bude rozšiřovat ze svatého místa Džagannáth Purí v Uríse, a tak během Kali-jugy očistí celý svět. Pán Brahmá vybral Madhváčárju, aby reprezentoval jeho učednickou posloupnost. Stejně tak si bohyně štěstí Lakšmí vybrala Rámánudžáčárju, Pán Šiva (Rudra) si vybral Áčárju Višnu Svámího a čtyři Kumárové (Čatuhsanové) si pro svoji sampradáju vybrali Nimbárkáčárju.“

## Současnost
V dnešní době je na světě nejvíce rozšířená Brahma Sampradája, na níž byla napojena posloupnost následovníků Šrípáda Madhváčárji. V této posloupnosti dostal zasvěcení Čaitanja Maháprabhu, který na sampradáju napojil posloupnost svých žáků z Bengálska - Šesti Gósvámích z Vrindávanu a jejich následovníků. Tato posloupnost nese název Gaudíja-vaišnava Sampradája (Gauda, Gaudadéš = Bengálsko). Kompletní název této posloupnosti je tedy Brahma-Madhva-Gaudíja Sampradája. Jejím současným představitelem je například Šrí Gaudíja Math, který založil Bhaktisiddhánta Sarasvatí, dále např. společnost Šrí Čaitanja Sarasvat Math a nejvýznamnějším představitelem je Mezinárodní společnost pro vědomí Krišny, známá také jako hnutí Hare Kršna. Zakladatel-áčárja ISKCONu je Šríla A. Č. Bhaktivédánta Svámí Prabhupáda. ISKCON je větev této učednické posloupnosti a má za cíl rozšiřovat poznání a kulturu, jak je předložena v Bhagavad-gítě a Šrímad Bhágavatamu. Šríla Prabhupáda přeložil Bhagavad-gítu a Šrímad Bhágavatam do angličtiny a opatřil je výklady, které vycházejí z komentářů předchozích áčárjů (duchovních mistrů) učednické posloupnosti.